# Майк Терана
Майк Терана (на английски: Mike Terrana) е американски хардрок и хевиметъл барабанист, свирещ прогресив рок и джаз, и текстописец.

## Биография и творчество
Майк Терана е роден на 21 януари 1960 г. в Бъфало, Ню Йорк.
Първата му професионална изява е през 1984 г. с бандата „Hanover Fist“ в Торонто (Канада), следват записи и турнета с други банди, с които свири различни стилове музика в Западен Ню Йорк. От 1987 до 1997 Майк Терана живее в Лос Анджелис. Там свири с различни известни китаристи като Ингви Малмстийн, Тони Макалпин, Стийв Лъкадър и групи като Beau Nasty.
През 1997 г. Майк Терана се мести в Европа – първо в Холандия за 6 месеца, след това в Германия. Там работи с германските банди Rage, Gamma ray, Savage Circus, Axel Rudi Pell, Roland Grapow и Masterplan.
Терана се занимава също с Instrumental Fusion жанр и прави различни барабанни демонстрации по света за DrumCraft, и Paiste Cymbals.
2013 г. Майк основава и своя собствена банда наречена „Терана“. 

Проектът „Beauty of the beat” включва изпълнения на живо с участието на певци от различни музикални жанрове и оркестър на живо.
Mike Terrana в момента се фокусира върху своите работилници по барабани. Той все още изпълнява и записва музика за много други групи. Помага със съвети на млади музиканти.
Той е ерген и няма жена.
Майк Терана никога не е бил официално женен и няма деца.

## Дискография

### Artension
- Into the Eye of the Storm (1996)
- Phoenix Rising (1997)
- Sacred Pathways (2001)
- New Discovery (2002)
- Future World (2004)

### Axel Rudi Pell
- The Ballads II (1999)
- The Wizard's Chosen Few (2000)
- The Masquerade Ball (2000)
- Shadow Zone (2002)
- Knights Live (2002)
- Kings and Queens (2004)
- The Ballads III (2004)
- Mystica (2006)
- Diamonds Unlocked (2007)
- Tales of the Crown (2008)
- The Best of Axel Rudi Pell: Anniversary Edition (2009)
- The Crest (2010)
- The Ballads IV (2011)
- Circle of the Oath (2012)

### Beau Nasty
- Dirty but Well Dressed"' (1989)

### Ferdy Doernberg
- Storytellers Rain (2001)
- Till I run Out of Road (2004)

### Downhell
- A Relative Coexistence (2008)

### Driven
- Self-Inflicted (2001)

### Emir Hot
- Sevdah Metal (2008)

### Empire
- Chasing Shadows (2007)

### Jean Fontanille
- Unknown Parameter Value (2008)

### Roland Grapow
- Kaleidoscope (1999)

### Haggard
- Tales of Ithiria (2008) (as narrator)

### Hanover Fist
- Hungry Eyes (1985)

### Tony Hernando
- The Shades of Truth (2002)
- Ill (2005)
- TH III-Live! CD/DVD (2006)
- „Actual events“ (2009)

### Kuni
- Looking for Action (1988)

### Kiko Loureiro
- No Gravity (2005)
- Fullblast (2009)

### Marco Iacobini
- The Sky There'll Always Be (2013)

### Tony MacAlpine
- Freedom to Fly (1992)
- Evolution (1995)
- Violent Machine (1996)
- Live Insanity (1997)

### Yngwie Malmsteen
- The Seventh Sign (1993)
- I Can't Wait (1994)
- Best Of (2000)
- Archive Box (2001)I

### Masterplan
- MK II (2007)
- Time to Be King (2010)

### Metalium
- Millennium Metal – Chapter One (1999)

### Razorback
- Deadringer (2007)

### Rage
- Welcome to the Other Side (2001)
- Best of – All G.U.N. Years (2001)
- Unity (2002)
- Soundchaser (2003)
- From the Cradle to the Stage (2004)
- Speak of the Dead (2006)
- Full Moon in St. Petersburg (2007)

### Savage Circus
- Of Doom and Death (2009)

### Damir Simic
- The Quest (1998)
- Live in Zagreb (2002)
- Demomstratus (2004)

### Stuart Smith
- Heaven & Earth (1998)

### Squealer
- Made for Eternity (2000)
- Under the Cross (2002)

### Taboo Voodoo
- Somethin's Cookin' (2003)

### The Dogma
- Black Roses (2006)

### Tracy G
- Deviating from the Set List (2003)

### John West
- Mind Journey (1997)

### Zillion
- Zillion (2004)

### Theodore Ziras
- Superhuman (2008)

### Kee Marcello
- Judas Kiss (2013)

### Terrana solo CDs
- Shadows of the Past (1998)
- Man of the World (2005)
- Sinfonica (2011)

### Other releases
- Tribute to Accept (Metalium track „Burning“)(1999)
- Holy Dio – A Tribute to The Voice of Metal : Ronnie James Dio (1999)

## Видеография

### Axel Rudi Pell
- „Knight Treasures (Live and More)“ (2002)
- „Live Over Europe DVD“ (2008)
- „One Night Live DVD“ (2010)
- „Live On Fire DVD“ (2012)

### Rage
- „From The Cradle To The Stage Live DVD“ (2004)
- „Full Moon In St. Petersburg Live DVD“ (2007)

### Tony Hernando
- „Tony Hernando THIII Live DVD“ (2006)

### Tony MacAlpine
- „Starlicks Master Session VHS“ (1992)
- „Live in L.A. DVD“ (1997)

### Yngwie Malmsteen
- „Live at Budokan DVD“ (1994)

### Terrana solo DVDs
- „Rhythm Beast Performance DVD“ (2007)
- „Double Bass Mechanics DVD“ (1996)
- „Beginning Rock Drums DVD“ (1995)